# Астрономическая обсерватория Гэкко
Астрономическая обсерватория Гэкко — астрономическая обсерватория, основанная «Международным фондом культурной гармонии» («International Foundation for Cultural Harmony») в 1957 году в Сидзуока (префектура), Япония. Слово «Гэкко» по японски означает «лунный свет». В честь обсерватории Гэкко назван астероид (4261) Гэкко (Gekko), открытый в ней 28 января 1989 года японским астрономом Ёсиаки Осимой.

## Инструменты обсерватории
- 20-см рефлектор;
- 50-см рефлектор.

## Направления исследований
- поиск новых астероидов;
- астрометрия малых тел Солнечной системы.

## Основные достижения
- По состоянию на 2000 год открыто 172 астероида.
- В период с 1986 по 2003 год опубликовано 7300 астрометрических измерений[1].

## Известные сотрудники
- Тэцуо Кагава
- Ёсиаки Осима